# Miguel Rodríguez Mackay
Miguel Ángel Rodríguez Mackay (Lima, 7 de julio de 1967) es un abogado, internacionalista, docente y político peruano. Fue ministro de Relaciones Exteriores, entre el 5 de agosto hasta el 9 de septiembre de 2022; en el gobierno de Pedro Castillo.

## Biografía
Miguel Ángel nació el 7 de julio de 1967, en la ciudad peruana de Lima.      
Estudió en la Universidad Nacional Mayor de San Marcos, donde sea graduó de bachiller en derecho en 1995. Obtuvo el título de abogado en 2005. Pertenece al Colegio de Abogados de Lima.     
Tiene una maestría en Relaciones Internacionales y Comercio en el Instituto de Gobierno de la Universidad de San Martín de Porres.

### Trayectoria

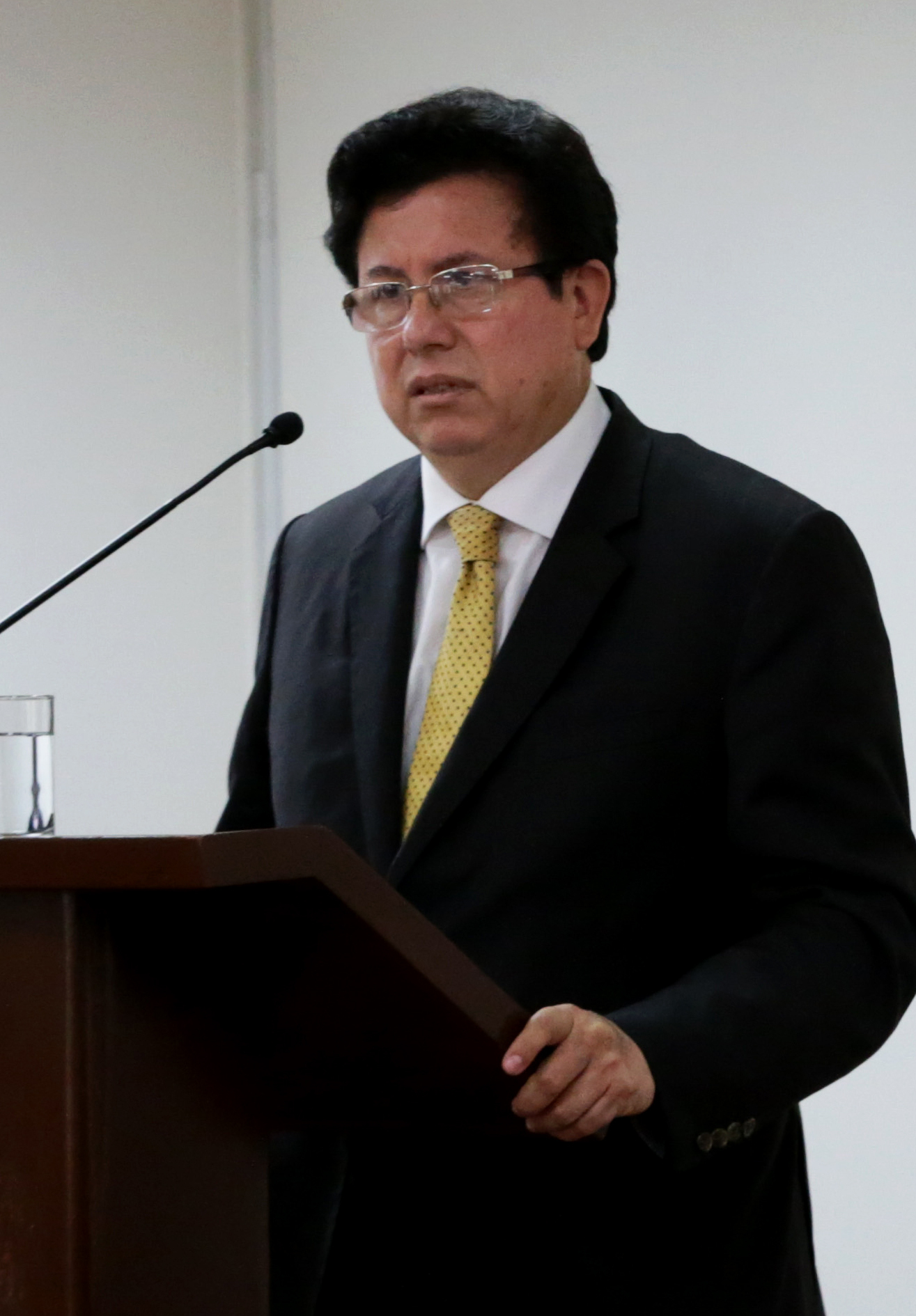
Rodríguez Mackay dando un discurso.

Fue asistente del secretario general de la Comisión Permanente del Pacífico Sur (1994-1997). Luego pasó a ser coordinador en el Ministerio de Relaciones Exteriores (1998-2010).
También fue director de la Escuela de Relaciones Internacionales en la Universidad Tecnológica del Perú (2009-2011); decano (2010-2016) de la Facultad de Derecho, Ciencia Política y Relaciones Internacionales de la Universidad Tecnológica del Perú.
Trabajó como asesor de la Ministra de la Mujer en 2016-2017 y Jefe del Gabinete (e) de Asesores del Despacho Ministerial.
Se desempeñó como vicerrector de Asuntos Exteriores del Instituto Internacional de Gobierno (2018-2021); asesor de la vicepresidencia del Parlamento Andino, Perú (2021-2022).
Más tarde fue Jefe del Gabinete de Asesores del Despacho Ministerial del Ministerio de Desarrollo Agrario y Riego, en junio de 2022.
En 2023 asumió como  asesor principal de la Comisión de Defensa Nacional, Orden Interno, Desarrollo Alternativo y Lucha contra las Drogas, liderada por la entonces congresista Patricia Chirinos.

## Vida política
Participó como candidato al Congreso de la República por Perú Posible en las elecciones generales del 2016, sin embargo, no resultó elegido.

### Ministro de Estado
El 5 de agosto del 2022, fue nombrado y posesionado por el entonces presidente Pedro Castillo, como Ministro de Relaciones Exteriores del Perú.
El 9 de septiembre del mismo año, tras un mes y escasos pocos días de gestión, presentó su renuncia irrevocable al cargo de ministro, debido a diferencias con el presidente Castillo, por la soberanía del territorio en el mar peruano y tras insistir en el archivamiento del Acuerdo de Escazú, además del restablecimiento de las relaciones con la República Árabe Saharaui Democrática.

## Posiciones políticas

### Indulto a Fujimori

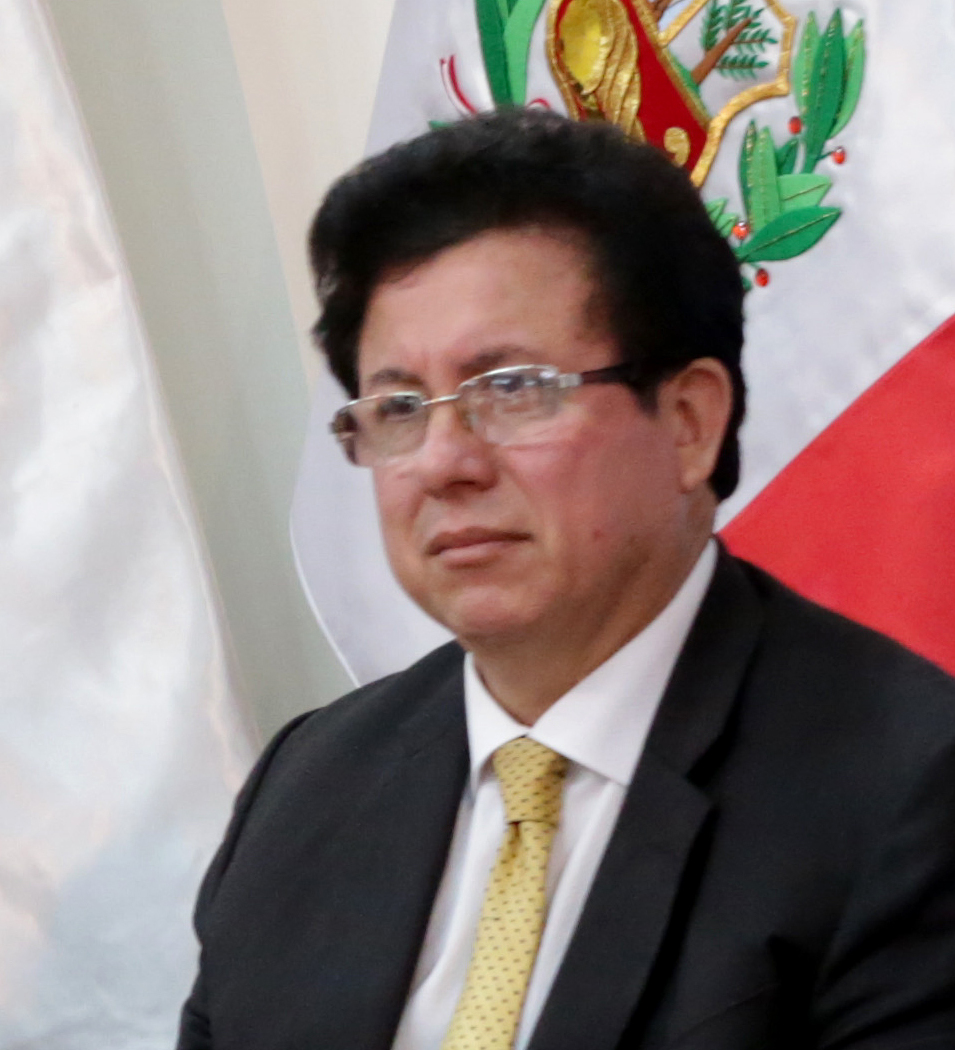
"Fujimori nos hizo mucho daño... pero también nos libró de Abimael Guzmán y su cúpula..."

En diciembre de 2017, Rodríguez Mackay escribió una columna en el diario Correo en la cual daba una opinión favorable al indulto otorgado al exdictador Alberto Fujimori por parte del gobierno de Pedro Pablo Kuczynski. En esa oportunidad, argumentó que el indulto humanitario “invoca el carácter superior de los derechos humanos, que están por encima del derecho positivo al priorizar la humanidad del derecho, también siempre superior a la propia norma escrita”.
“Fujimori nos hizo mucho daño y quebró la moral nacional, pero también nos libró de Abimael Guzmán y su cúpula, logró la paz con Ecuador y nos sacó del abismo económico. Tengamos, entonces, equilibrio. No seamos mezquinos ni malagradecidos. Fue condenado y pagó cárcel por más de una década. Debió optarse por el arresto domiciliario por su edad”, resaltó Rodríguez Mackay.

### Elecciones “ilegítimas”
Rodríguez consideró en algún momento que las elecciones generales del 2021, que dieron como ganador a Pedro Castillo, fueron ilegítimas por las supuestas irregularidades que denunciaron un sector ligado al fujimorismo.

### Acuerdo de Escazú
En agosto de 2022, varias instituciones, organizaciones y colectivos defensores del medio ambiente exigieron a Pedro Castillo que corrija la posición del canciller Rodríguez, quien se había expresado a favor del archivamiento del proyecto conocido como el Acuerdo de Escazú o, en caso contrario, exigen su renuncia.
El 30 de agosto, el canciller Rodríguez, afirmó que “es una persona ambientalista”; sin embargo, reiteró su rechazo al Acuerdo de Escazú al considerar que este tratado ambiental de América Latina y el Caribe “no va” con los intereses del Perú, y afirmó que la suscripción del acuerdo regional tendría un “impacto a nivel de soberanía”.

### Romper relación con la República Saharaui
En el mismo agosto de 2022, anunció su decisión de retirar el reconocimiento a la República Árabe Saharaui Democrática y "romper toda relación con esta entidad" por no existir una "relación bilateral efectiva". En un comunicado, indicó que esta decisión se adaptó luego de que el canciller conversara telefónicamente con su homólogo marroquí, Nasser Bourita. 
La Cancillería peruana refirió, además, que el Gobierno peruano y marroquí "han acordado reforzar sus relaciones bilaterales a través de la firma inmediata de una hoja de ruta multisectorial que abarcará las consultas políticas periódicas, la cooperación efectiva en materia económica, comercial, educativa, energética, agricultura y de fertilizantes".

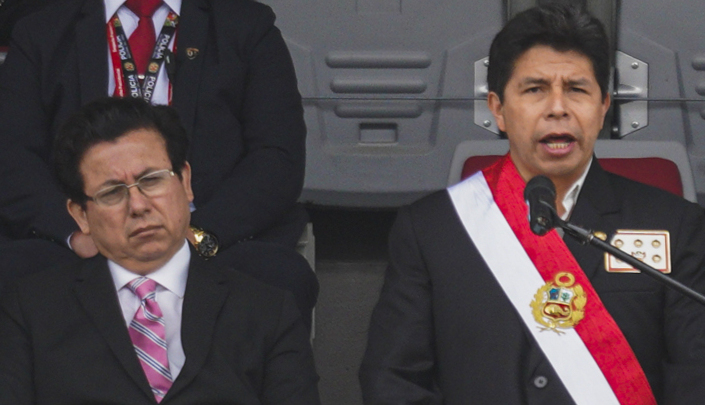
Rodríguez Mackay junto a Castillo, durante un acto protocolar.

No obstante, Pedro Castillo desmintió lo dicho por su canciller señalando que el Perú reafirma las relaciones con la República Saharaui.
Así mismo el partido político Perú Libre pidió su dimisión a la cancillería tras esta decisión, ya que consideran "lamentable" el giro dado por el ministro, aunque han admitido que "se veía venir", porque Rodríguez Mackay es "muy cercano a Marruecos desde antes de que lo designaran".

### Denuncia por traición a la patria
El 11 de septiembre del 2022, la congresista de Perú Libre, Margot Palacios, presentó una denuncia constitucional contra Rodríguez Mackay por traición a la patria, donde en el documento señala que el excanciller habría incurrido en infracciones contra los artículos 43°, 44°, 45° y 54° de la Carta Magna.

## Distinciones
- Doctor honoris causa, University of Silvanner de Panamá.
- Condecoración “Vicente Morales y Duárez”, Colegio de Abogados de Lima: Por sus aportes jurídicos.
- Medalla Ejército del Perú, 2018.
- Medalla Bicentenario del Ejército del Perú, 2021.